# Estació d'Espronceda
Espronceda és una estació de les línies T5 i T6 de la xarxa del Trambesòs semisoterrada situada al costat mar de la Gran Via de les Corts Catalanes, entre els carrers Espronceda i Bac de Roda, al districte de Sant Martí de Barcelona i es va inaugurar el 14 d'octubre de 2006 amb l'obertura de la T5 entre Glòries i Besòs. La T6 hi circula des del 20 de febrer de 2012,
| Trambesòs                  |                |                       |                          |                        |
| Procedència/Destinació     | <              | Línia                 | >                        | Procedència/Destinació |
| Ciutadella - Vila Olímpica | Can Jaumandreu |                       | Sant Martí de Provençals | Gorg                   |
| Ciutadella - Vila Olímpica | Can Jaumandreu | Estació de Sant Adrià | Sant Martí de Provençals |                        |

## Accessos de l'estació
- Gran Via de les Corts Catalanes

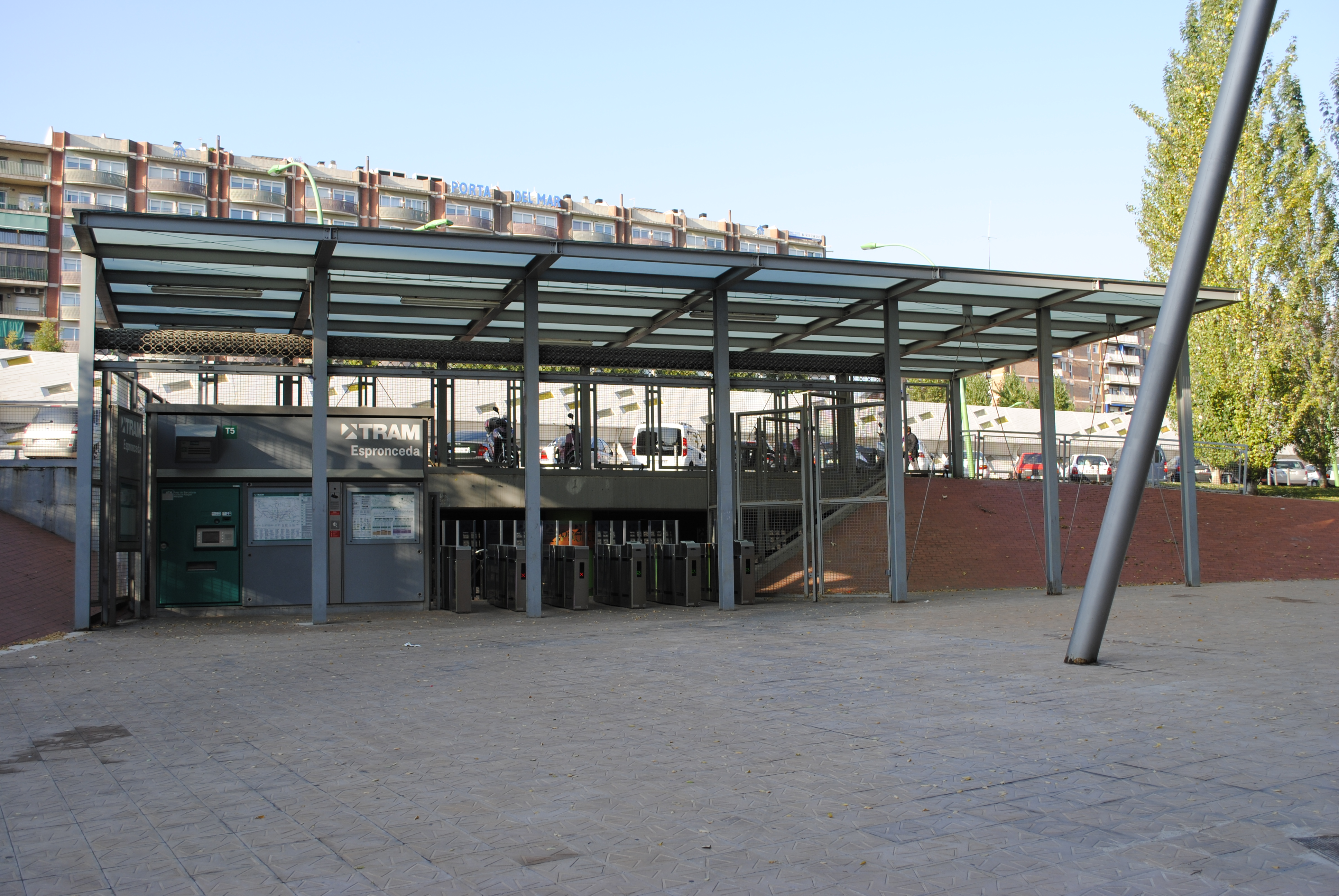
Entrada de l'estació
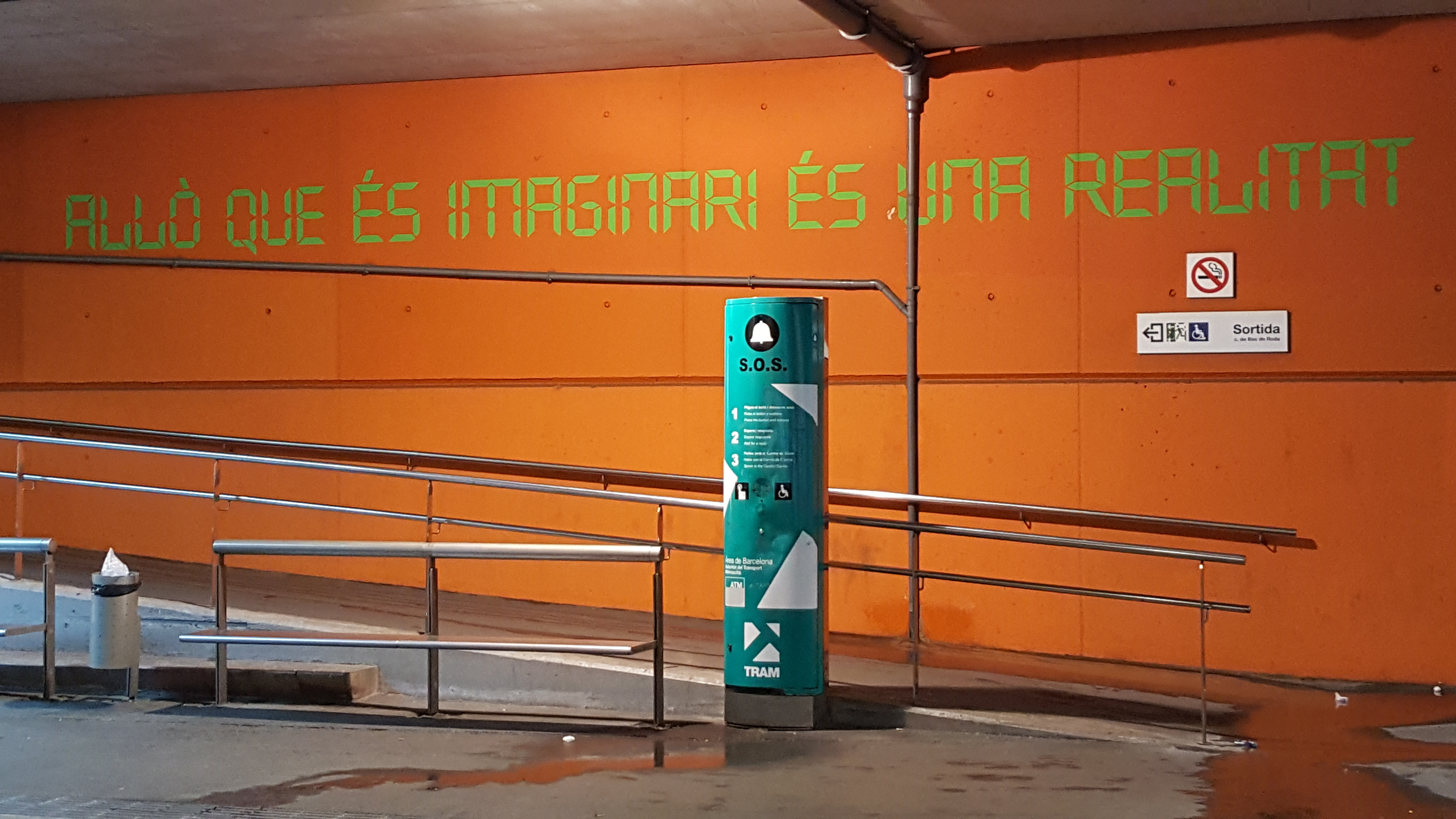
Rampa d'accés a l'estació
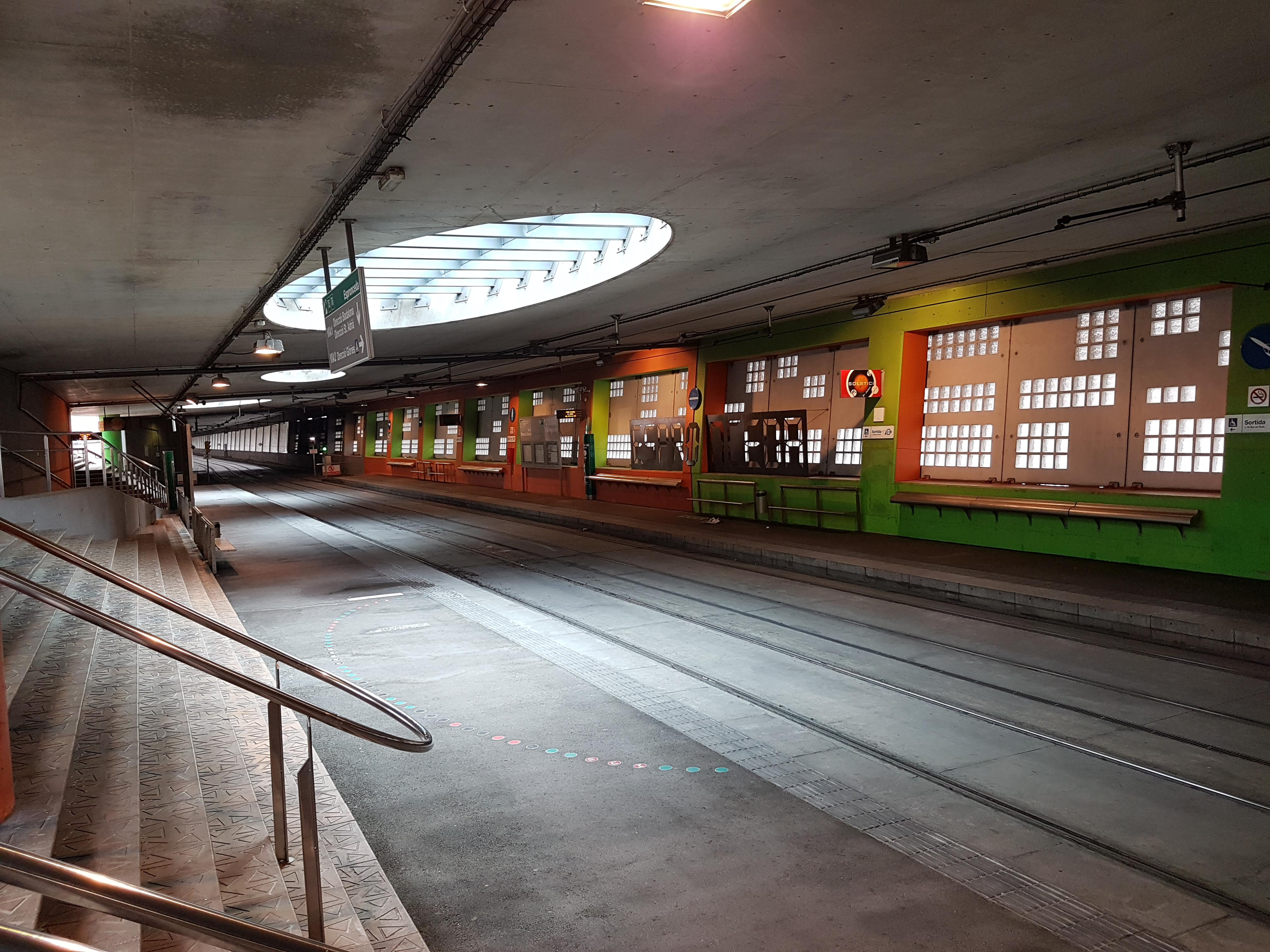
Andana direcció Gorg (T5) i Estació de Sant Adrià (T6) en primer terme